# تومي لانغلي
تومي لانغلي (بالإنجليزية: Tommy Langley)‏ هو لاعب كرة قدم ومقدم تلفزيوني بريطاني في مركز الهجوم، ولد في 8 فبراير 1958 في لندن في المملكة المتحدة. شارك مع منتخب إنجلترا تحت 21 سنة لكرة القدم. أما مع النوادي، فقد لعب مع أيك أثينا وتامبا باي راوديز وتشيلسي وكريستال بالاس وكوفنتري سيتي وكوينز بارك رينجرز ونادي ألدرشوت ونادي إكزتر سيتي ونادي جنوب الصين ووولفرهامبتون واندررز.